# La Mercè
|  | Per a altres significats, vegeu «La Mercè (desambiguació)». |

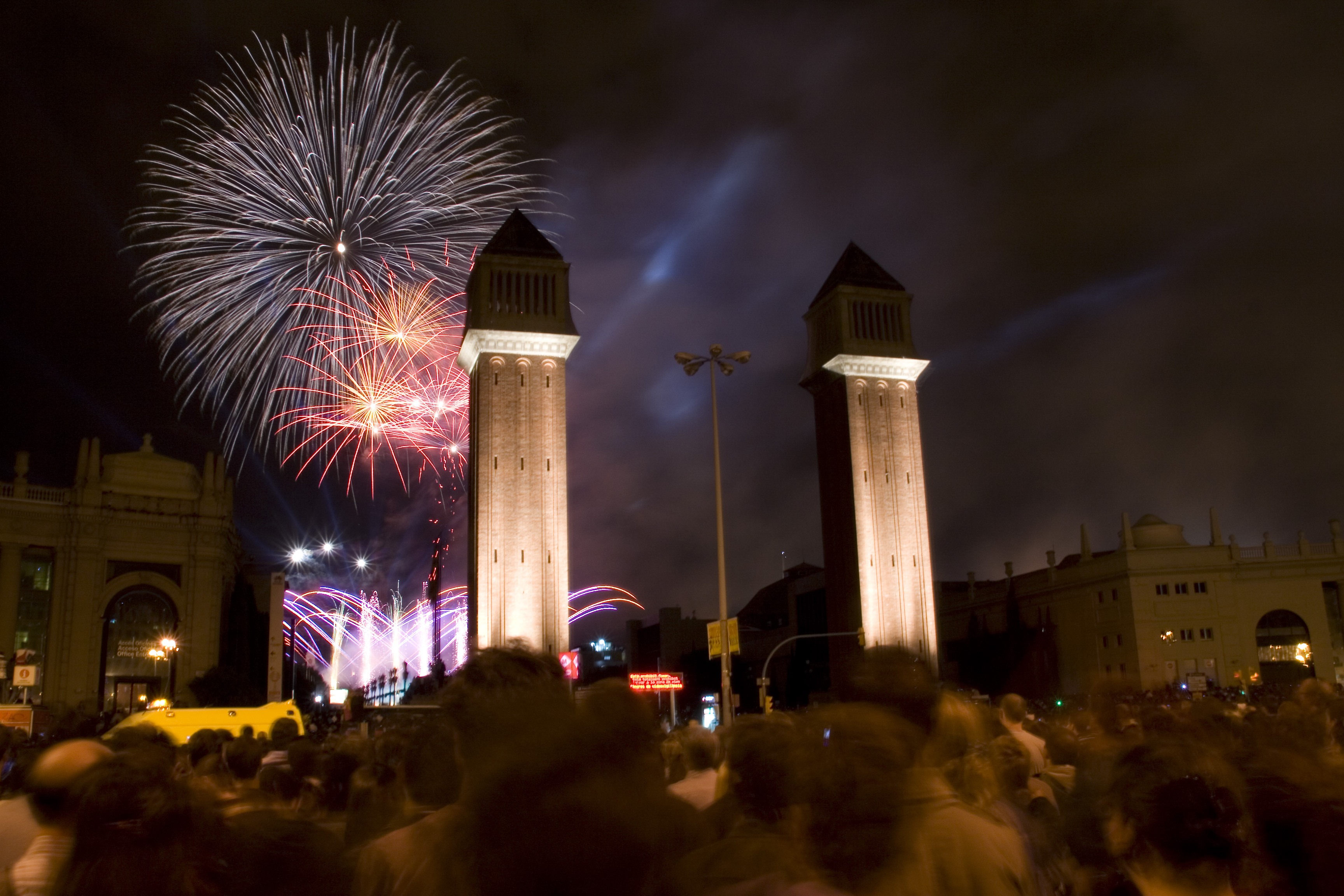
Focs artificials de clausura de la Mercè del 2008 a la Plaça d'Espanya

La Mercè és la festa major de la ciutat de Barcelona, que se celebra pels volts del 24 de setembre, festivitat de la Mare de Déu de la Mercè. Dura prop d'una setmana i té lloc en diversos espais públics de la ciutat. Reuneix anualment entre 1,5 i 2 milions de persones al voltant de diferents activitats culturals, artístiques i festives, sent la festa més multitudinària de totes les que se celebren a Barcelona. Entre més actes, es destaquen el matí de festa major, la cavalcada de la Mercè, el gran correfoc, la passada de gegants i capgrossos, les diades castelleres, els balls i les danses vinguts d'arreu de Catalunya, etc. Hi tenen una forta presència les cercaviles de tota mena, uns dels actes tradicionals més antics de la ciutat, emparentats amb les processons de Corpus que ja trobem documentades als segles XV i XVI.
Cada any Barcelona “convida” a una ciutat protagonista de diversos actes

## Motiu

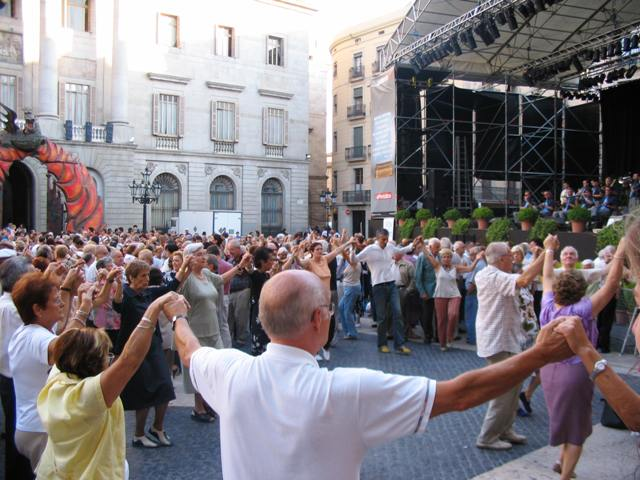
Ballada de sardanes a la Plaça de Sant Jaume

La festa ret homenatge a la patrona de Barcelona, a qui s'atribueixen molts miracles. S'explica —podria ser una llegenda— que el 2 d'agost 1218 la Mare de Déu de la Mercè s'aparegué simultàniament al rei Jaume I, a Pere Nolasc i a Ramon de Penyafort i els encomanà que instituïssin un orde religiós per rescatar els cristians ostatges a terres sarraïnes. Aquest fet, va marcar l'inici de la devoció del poble barceloní a la Mare de Déu de la Mercè, que any rere any esdevingué més notable. Segles més tard, el 1687, Barcelona fou atacada per una plaga terrible de llagostes i el poble invocà la protecció a la Mare de Déu de la Mercè. Quan se'n sortiren, la proclamaren patrona de la Ciutat, i el 1868, amb el papa Pius IX., esdevingué a més, Patrona de la Diòcesi, ara Arquebisbat i Província Eclesiàstica barcelonina.

## Orígens
El 1868 Barcelona comença a celebrar festes religioses i populars en honor de la Mare de Déu de la Mercè, al voltant del 24 de setembre. Amb tot, aquesta celebració viu moments de plenitud i de decadència en el darrer terç del segle xix. L'any 1902, amb un govern municipal catalanista i conservador, es fa per primera vegada una gran festa major que pretén mostrar la diversitat folklòrica del país amb diverses expressions de la cultura popular, moltes de les quals havien desaparegut a la ciutat: balls de bastons, balls de diables, mostres de gegants i bestiari, castellers, sardanes, etc.

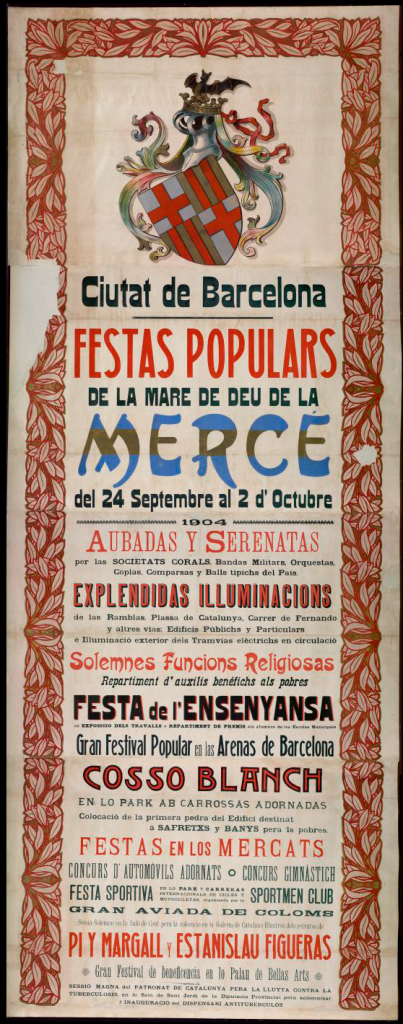
Un dels primers cartells conservats dels orígens de les Festes de la Mercè de l'any 1904

Els enfrontaments constants entre els partidaris d'una festa religiosa i conservadora i els qui defensaven una festa laica, amb cavalcades folklòriques, carrers engalanats, balls i espectacles pirotècnics, feren que la celebració es debilités molt entre els anys 1920 i 1930. I després de la guerra de 1936-1939 adoptà un caire d'exaltació nacional catòlica i social del franquisme més estricte. Als anys seixanta s'hi començaren a incloure algunes mostres folklòriques.
Les festes de la Mercè així com les coneixem avui neixen amb la transició espanyola, quan l'Ajuntament de Barcelona decideix de transformar totalment la festa major de la ciutat en una celebració en què les mostres de cultura popular i la ciutadania prenguessin el carrer de manera lúdica. Per això va encomanar la tasca de dissenyar la festa a un grup reduït d'activistes culturals, que prengué com a model les celebracions tradicionals de viles veïnes que encara es mantenien, sobretot del Garraf i el Penedès. Els barcelonins acceptaren amb entusiasme aquest model festiu, que s'ha anat consolidant durant els darrers trenta anys.
Paral·lelament a aquesta maniobra de recuperació de la festa, han anat sorgint a la ciutat col·lectius de geganters, bestiari, bastoners, castellers, diables, formacions de música tradicional, etc. A poc a poc, s'han anat recuperant danses, rituals i figures que avui ja són imprescindibles de la festa.

## Actes destacats
- Seguici inaugural. Les festes de la Mercè[6] comencen amb dos actes simultanis: el pregó, llegit al Saló de Cent de la Casa de la Ciutat, i una desfilada solemne del seguici popular de Barcelona, conegut per seguici inaugural, que té lloc pels carrers de la Ciutat Vella el primer dia de la festa a les set del vespre. Durant el recorregut, els Ministrers del Camí Ral interpreten el«Toc d'inici», una peça inspirada en la melodia de la popular «Cançó de Barcelona».[4]
- El Toc d'Inici. El Toc d'Inici és l'acte que es fa a la plaça de Sant Jaume després de la lectura del pregó i del seguici inaugural. Comença amb la melodia que té el mateix nom, amb la qual totes les peces d'imatgeria festiva que formen part del Seguici Popular de Barcelona es col·loquen en mitja rotllana encerclant la plaça. En acabat, cada element puja individualment a l'escenari engalanat per representar el seu ball, amb la música i la coreografia pròpies. En acabar, els Ministrers del Camí Ral interpreten la darrera melodia de l'acte: el «Toc final».[4]
- Xambanga. La vigília de la Mercè les colles geganteres de la ciutat traslladen les figures des del lloc on hi ha la mostra de gegants fins al pati de l'Ajuntament, d'on l'endemà sortirà la cercavila. Per tal de fer més amena aquesta passejada, els gegants es disfressen i competeixen entre ells per veure qui va més original.[4]
- Les matinades dels grallers. És la desfilada de grallers provinents de colles de diables i de gegants de la ciutat que té lloc dia 24 a les vuit del matí. Circulen pels carrers del centre antic fent sonar el «Toc de matinades», que convida els ciutadans a llevar-se ben d'hora per poder gaudir de tots els actes de la festa.[4]
- Galejades de trabucaires. A les deu del matí de la diada de la Mercè, una cercavila fa retrunyir els trabucs des de la catedral fins a la plaça de Sant Jaume. Hi participen les quatre colles de trabucaires de la ciutat: la d'en Perot Rocaguinarda, la de Sant Andreu de Palomar, la de Sant Antoni i la de Gràcia.[4]
- Els balls i la passada de gegants i nans. Acte geganter que se celebra el matí de la diada i que consta de dues parts: en la primera els gegants barcelonins, que han fet nit a l'ajuntament, surten a la plaça i fan una plantada per iniciar el Matí Gegant. Després, a la mateixa plaça, s'hi fa la Mostra de Balls de Gegants, on cada parella de gegants o gegantons amb música i coreografia pròpies, si vol, interpreta el seu ball. La segona part de l'acte és la passada de gegants i nans, una desfilada que es fa al migdia pels carrers del barri Gòtic i que porta les figures fins a un lloc proper a l'inici de la cavalcada de la Mercè, que serà a la tarda.[4]
- Seguici d'autoritats. El dia central de la festa, després de la missa de festa major a la basílica de la Mare de Déu de la Mercè, algunes colles castelleres locals aixequen els pilars d'honor. Tot seguit té lloc el seguici d'autoritats, en què una comitiva formada per la Banda Municipal de Barcelona, el Seguici Popular de Barcelona i les colles castelleres participants acompanyen les autoritats a la plaça de Sant Jaume.[4]
- Els balls de l'Àliga de la Ciutat i els Gegants de la Ciutat. Quan el seguici d'autoritats arriba a la plaça de Sant Jaume i el batlle se situa al balcó de l'ajuntament, l'Àliga de la Ciutat i els Gegants de la Ciutat fan els balls protocol·laris respectius, amb la música representada per la Banda Municipal de Barcelona. Aquest moment és considerat el més simbòlic de la festa.[4]
- Les diades castelleres. Dins les festes de la Mercè, les colles castelleres locals i algunes de convidades protagonitzen dos actes. D'una banda, allò que s'anomena la diada castellera de la Mercè (o de colles locals), el dia 24 a la plaça de Sant Jaume, que compta amb la participació de totes les colles barcelonines. D'una altra banda, el diumenge més proper a la festivitat es fa la diada castellera històrica de la Mercè (o de colles convidades), en què participen dues colles de gamma alta de fora i la colla Castellers de Barcelona, que és l'amfitriona de la jornada.[4]
- La cavalcada de la Mercè. Espectacle itinerant que constitueix l'acte central de les festes de la Mercè. En el curs dels anys ha anat canviat de nom i de format, però s'ha mantingut des de les primeres dècades del segle xx. Des del 1986 se n'encarrega la Coordinadora de Geganters de Barcelona, i els gegants són l'element d'imatgeria festiva protagonista de la desfilada. Es fa a les sis de la tarda de la diada de la Mercè, en un gran espai central de la ciutat.[4]

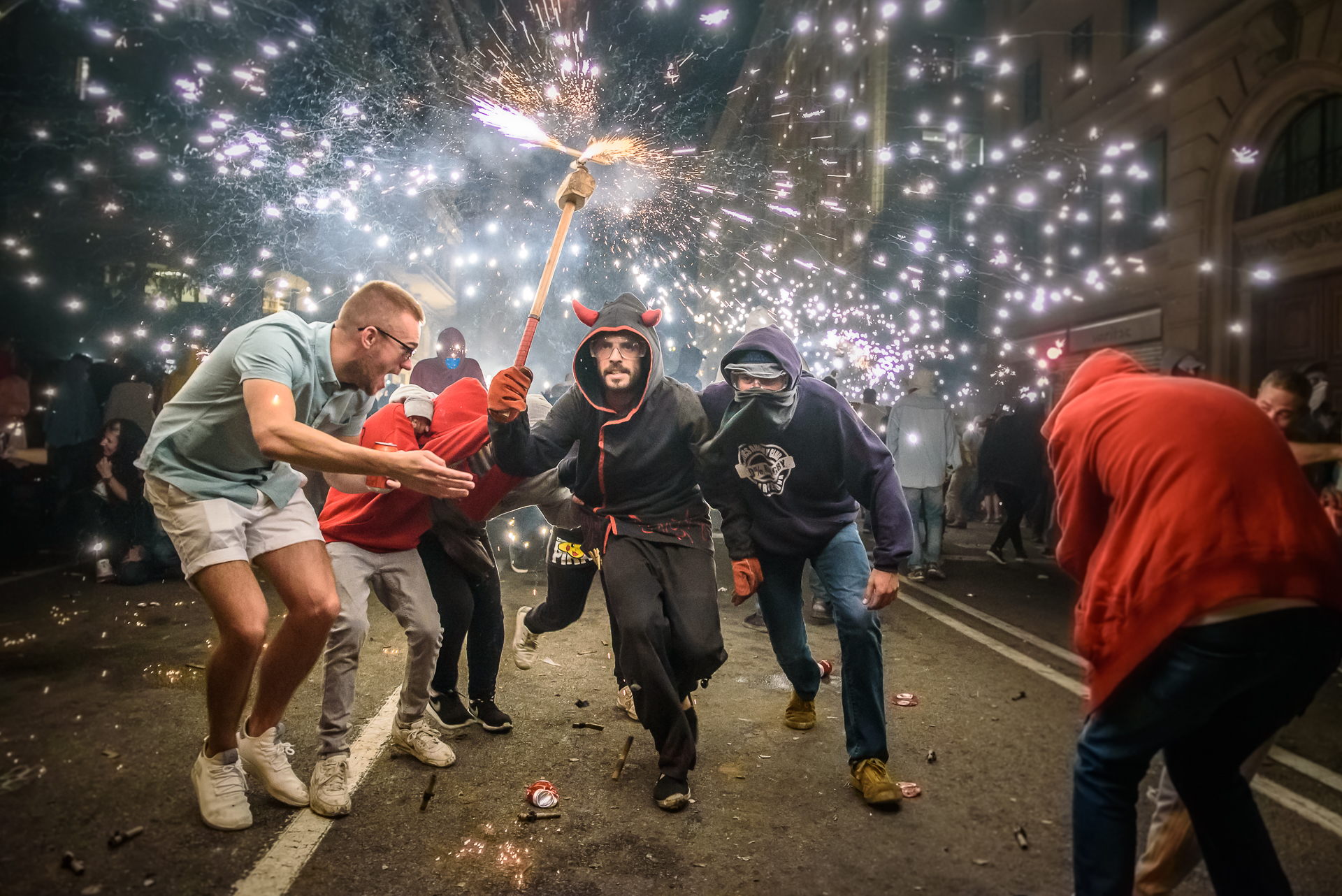
Correfoc de la Mercè 2017.

- El correfoc. Un dels actes més esperats de les festes de la Mercè és el correfoc, una de les exhibicions pirotècniques més espectaculars del país. L'acte es divideix en dues parts. Primer, després de la tabalada, apareix el personatge dramatitzat del Mascle Cabró, que llegeix uns versots satírics. Tot seguit hi ha la ceptrotada, que consisteix en l'encesa conjunta dels ceptrots, forques i estendards més espectaculars de cada colla, que són els que poden carregar més pirotècnia. En acabat, es dona pas a la segona part de l'espectacle: l'encesa de la Porta de l'Infern, una estructura carregada de foc. Quan s'apaga el foc, la porta s'obre i surten els diables, els dracs i les bèsties de foc, que inicien un recorregut pels carrers més cèntrics de la Ciutat Vella.[4]
- La passejada de bèsties. La nit abans del correfoc les bèsties més emblemàtiques de la ciutat fan una desfilada nocturna sense foc que serveix de cloenda de l'exposició del bestiari de foc que hi ha al vestíbul de l'ajuntament. És una bona fórmula perquè tota mena de públic pugui gaudir dels dracs i bèsties de la ciutat de manera tranquil·la, amb l'acompanyament de percussió de cadascuna.[4]
- Ball de bastons: Matí Bastoner. Barcelona compta actualment amb una desena de colles de bastoners, que també tenen un espai dins la festa major. El dissabte al matí es fa una mostra de balls de bastons on participen totes les colles de la ciutat i de vegades alguna de convidada. A migdia fan una cercavila de bastoners, i es desplacen ballant fins a un altre espai central de la festa, on fan una darrera mostra per cloure el Matí Bastoner.[4]
- MercèDansa. És una mostra de danses vives constatades i documentades de les comarques del Principat, Catalunya Nord i la Franja de Ponent. La MercèDansa és organitzada per l'Esbart Català de Dansaires i consta de dues parts: una en què es presenten tots els balls i una altra en què s'ensenya al públic a ballar-los.[4]
- La sardana. La sardana és un ball molt present a la festa major de Barcelona. A més del Concurs de Colles Sardanistes i de la ballada i el concert de la Cobla Ciutat de Barcelona, es fan quatre ballades més en diferents llocs i moments de la festa, tres de les quals són les habituals de les entitats sardanistes de la ciutat: la ballada de l'Obra Sardanista Violetes del Bosc, la de la Unió de Colles Sardanistes i la de l'Agrupació Cultural Folklòrica Barcelona.[4]

## Pregó

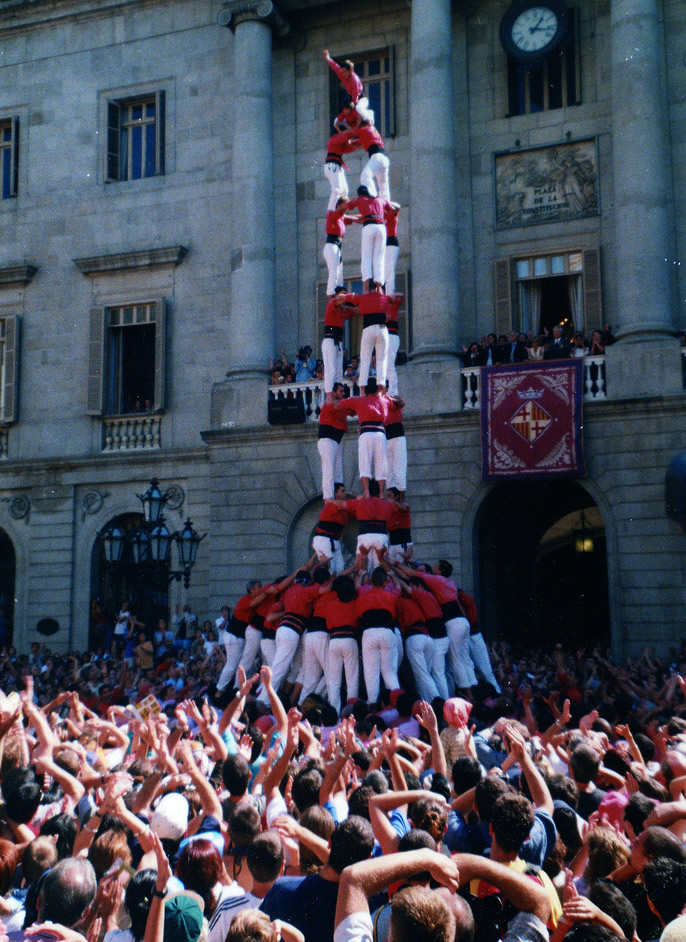
Els Castellers de Barcelona a la plaça Sant Jaume durant les festes de l'any 2001

El pregó és el discurs inaugural de la festa major; habitualment l'escriu i el llegeix una personalitat remarcable del món cultural barcelonès. Des del 1977, les persones encarregades de pronunciar el pregó han estat:
- 1977: Josep Benet, polític, historiador i editor
- 1978: Josep Lluís Sert, arquitecte
- 1979: Josep Maria Llompart, poeta i assagista
- 1980: Mercè Rodoreda, escriptora
- 1981: Josep Maria Castellet, escriptor, crític literari i editor
- 1982: Maria Aurèlia Capmany, novel·lista, dramaturga i assagista
- 1983: Mikel de Epalza, arabista, historiador i traductor
- 1984: Martí de Riquer, escriptor i filòleg
- 1985: Lluís Carandell, periodista
- 1986: Jack Lang, polític
- 1987: Eduardo Mendoza, escriptor
- 1988: Josep Carreras, tenor
- 1989: Núria Espert, actriu
- 1990: Jorge Semprún, escriptor, polític i guionista
- 1991: Narcís Serra, polític
- 1992: Joan Antoni Samaranch, polític i dirigent esportiu
- 1993: Bernard Kouchner, metge i polític
- 1994: Oriol Bohigas, arquitecte
- 1995: Tarik Kupusovic, alcalde de Sarajevo
- 1996: Rafael Moneo, arquitecte navarrès
- 1997: Lord Yehudi Menuhin, violinista i director d'orquestra estatunidenc
- 1998: Eusebio Leal, historiador
- 1999: Maruja Torres, periodista i escriptora catalana
- 2000: Robert Hughes, escriptor i crític d'art australià
- 2001: José Antonio Marina, assagista i filòsof manxec[9]
- 2002: Valentí Fuster, cardiòleg català
- 2003: Fàtima Mernissi, escriptora, feminista i sociòloga marroquina
- 2004: Carlos Ruiz Zafón, escriptor català[10]
- 2005: Rosa Regàs, escriptora catalana[11]
- 2006: Elvira Lindo, escriptora andalusa
- 2007: Josefina Castellví, oceanògrafa[12]
- 2008: Jaume Sisa, cantant català[13]
- 2009: Montserrat Carulla i Vicky Peña, actrius catalanes[14]
- 2010: Joan Margarit, poeta i arquitecte català[15]
- 2011: Joaquim Maria Puyal, periodista català[16]
- 2012: Lluís Torner, investigador català
- 2013: Ferran Adrià, cuiner[17]
- 2014: Núria Gispert, mestra i activista social[18]
- 2015: Andreu Buenafuente, periodista i humorista[19]
- 2016: Javier Pérez Andújar, escriptor[20]
- 2017: Marina Garcés, filòsofa[21]
- 2018: Leticia Dolera, actriu[a][22][23]
- 2019: Manuela Carmena, jutgessa i exalcaldessa de Madrid[24]
- 2020: Tortell Poltrona, pallasso, humorista i actor[25]
- 2021: Custodia Moreno, infermera, activista i líder veïnal[26]
- 2022: Carla Simón, guionista i directora de cinema catalana.[27]
- 2023: Najat El Hachmi, escriptora.[28]
- 2024: Carme Solé i Vendrell, il·lustradora, dibuixant, pintora i escultora[29]

## Cartell

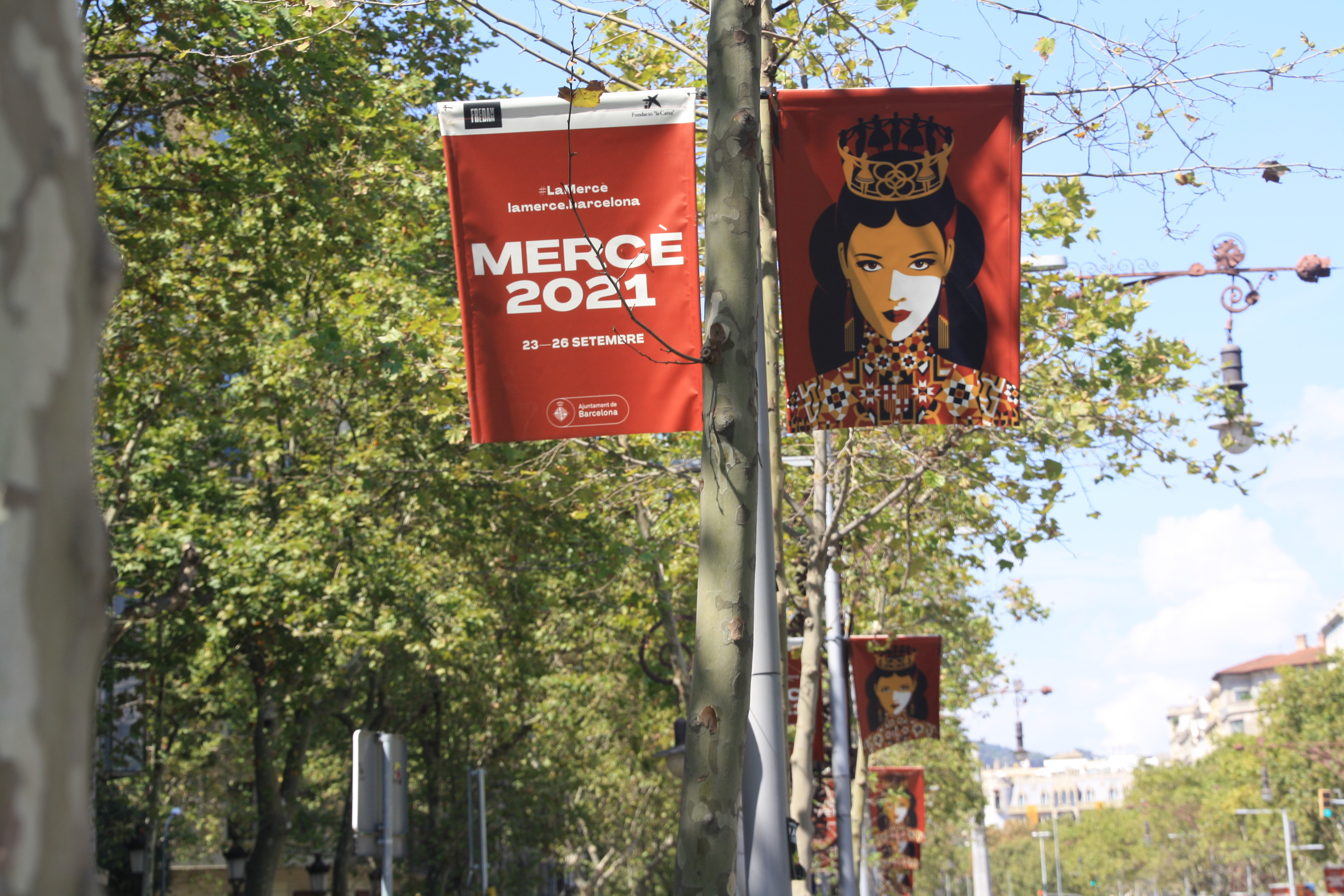
Cartell de La Mercè 2021 al Passeig de Gràcia

El cartell s'encarrega habitualment a algun artista gràfic català. Els dels darrers anys han estat obra de:
- 1979: Francesc Galí
- 1980: Ràfols Casamada
- 1981: Eduard Arranz-Bravo
- 1982: Todó
- 1983: Artigau
- 1984: Miquel Vilà
- 1985: Robert Llimós
- 1986: Perico Pastor
- 1987: Mariscal
- 1988: Frederic Amat
- 1989: Xavier Serra de Rivera
- 1990: Guinovart
- 1991: Joan Hernández Pijuan
- 1992: Manuel Esclusa
- 1993: Ramon Panadès
- 1994: Anna Miquel
- 1995: Gerard Sala
- 1996: Antoni Clavé
- 1997: Josep Santilari i Pere Santilari
- 1998: Ramon Herreros
- 1999: Nazario
- 2000: Jordi Benito
- 2001: Antoni Miralda
- 2002: Antoni Tàpies
- 2003: Enric Satué
- 2004: Perejaume
- 2005: America Sanchez
- 2006: Vicente Rojo
- 2007: Enric Jardí
- 2008: Pere Torrent
- 2009: Pati Nuñez
- 2010: Claret Serrahima
- 2011: Catalina Estrada[31]
- 2012: Jaume Plensa[32]
- 2013: Joan Fontcuberta
- 2014: Ignasi Aballí
- 2015: Sean Scully
- 2016: Miguel Gallardo
- 2017: Javier Mariscal
- 2018: Sònia Pulido
- 2019: Maria Corte
- 2020: Reskate Studio
- 2021: Malika Favre[33]
- 2022: David de las Heras[34]
- 2023: Chamo San[35]